# Signs of Mokum
Signs of Mokum is een mural in Amsterdam-West.
De meterslange muurschildering is aangebracht op een blinde muur van de Mercator Speeltuin aan het Orteliuspad op de scheidslijn van Oud-West en Nieuw West. Het enorme schilderij grijpt terug op Amsterdam (Mokum) in de Gouden Eeuw met al haar rijkdom als gevolg van de scheepvaart. Het werd aangebracht in het kader van het Kosmopolite Art Tour Festival in 2013 en werd financieel ondersteund door Het Scheepvaartmuseum, Amsterdam.
Op een van der onderdelen van het schilderij is het Wapen van Amsterdam te zien op de spiegel van een schip met de wapenleus "Heldhaftig, vastberaden en barmhartig" op een lint met daarboven de drie Andreaskruizen. De namen van de kunstenaars zijn linksboven van het kunstwerk vermeld.

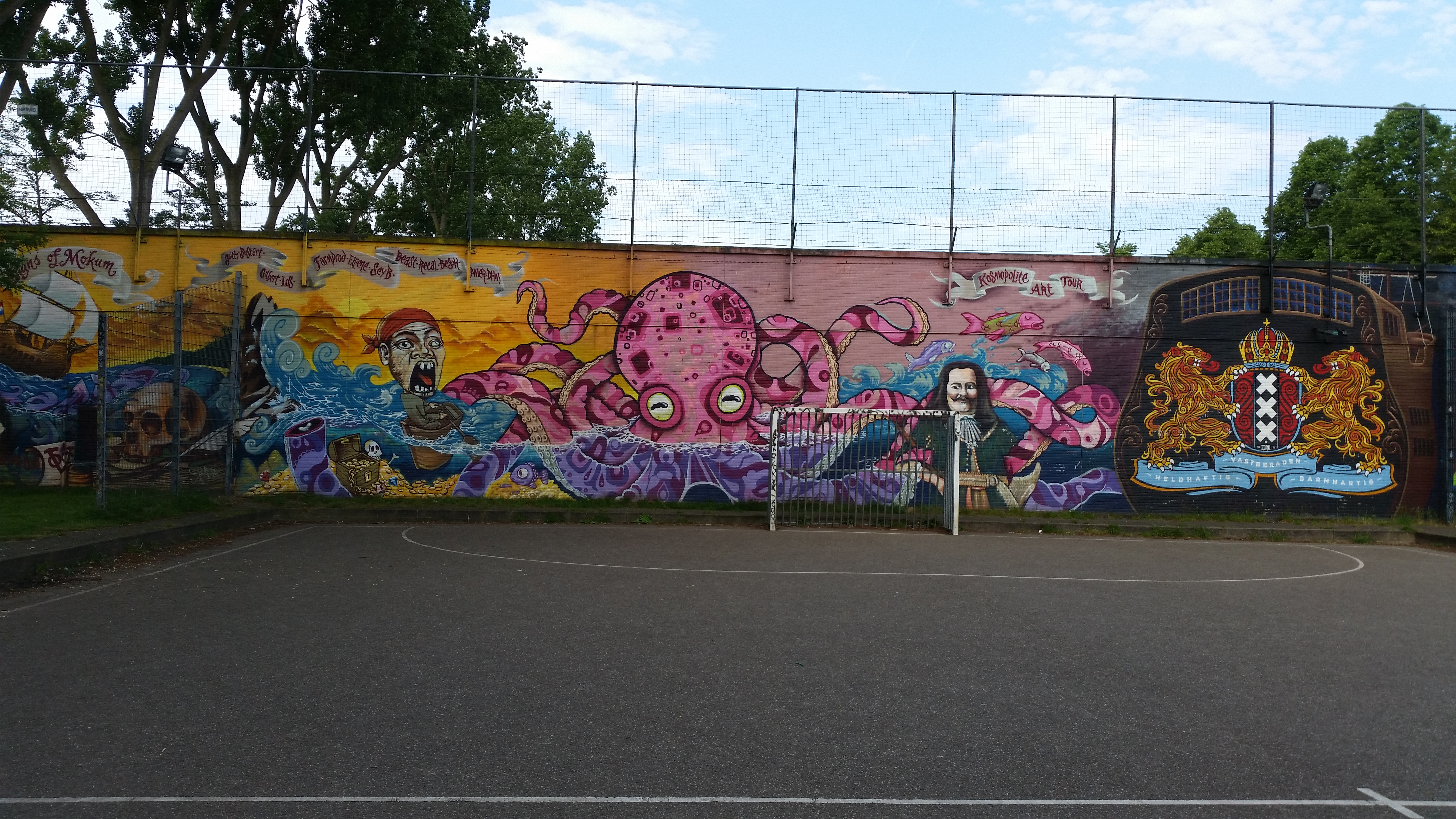
Linker deel (mei 2018)

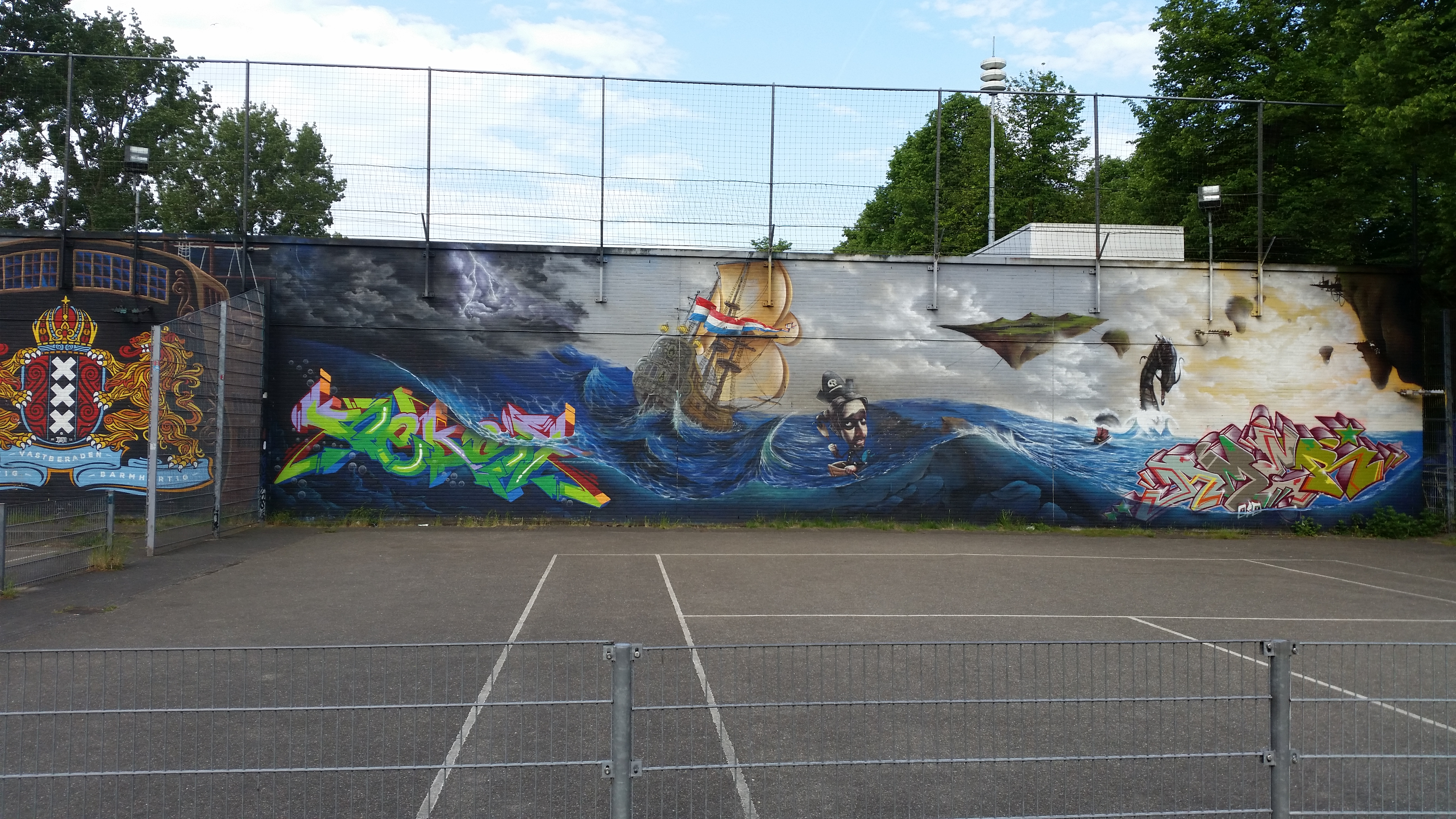
Rechter deel (mei 2018)